# Cornopteris christenseniana
Cornopteris christenseniana là một loài thực vật có mạch trong họ Woodsiaceae. Loài này được (Koidz.) Tagawa miêu tả khoa học đầu tiên năm 1933.